# Dasychira zonobathra
Dasychira zonobathra är en fjärilsart som beskrevs av Collenette 1936. Dasychira zonobathra ingår i släktet Dasychira och familjen tofsspinnare. Inga underarter finns listade i Catalogue of Life.